# 許維新
許維新（1551年—1628年），字周翰，號绳斋，山东東昌府堂邑县（今山东聊城）人，明朝政治人物。进士出身。

## 生平
萬曆元年（1573年）癸酉科舉人，萬曆十七年（1589年），登己丑科進士。兵部觀政，初授山西澤州知州，二十三年陞刑部员外郎，本年升户部郎中，萬曆二十六年（1598年）出爲直隶宁国府知府，調任松江府知府。三十一年（1603年）三月陞河南按察司副使，整饬河北等处兵备，三十二年准致仕。三十九年起補山西副使、河東兵备道，四十二年正月升尚宝司卿，四十三年六月因擅自離任被劾，降一级调任南京。泰昌元年（1620年）起為南京兵部員外郎，本年十月陞光禄寺少卿，天啓元年升右通政，二年陞光祿寺卿，九月以疾乞归卒。

## 著作
有《河东兵事略》、《郡邑谈》及文集數卷。

## 家族
曾祖許廷用，弘治十一年（1498年）戊午解元，官知州、府通判，以子許雲鵬封户部主事，进阶奉政大夫，改府尹。祖父呂雲鸞。父許湘。

## 外部鏈接
- 明代聊城进士许维新手札现身德州 上面写有4首诗 （页面存档备份，存于） 聊城新聞網

| 官衔          | 官衔                      | 官衔          |
| ------------- | ------------------------- | ------------- |
| 前任： 李再命 | 松江府知府 1598年－1604年 | 繼任： 蔡增誉 |